# ۸۹۶ (خورشیدی)
۸۹۶ هشتصد و نود و ششمین سال هجری خورشیدی است.

## زادگان
- ۲۴ مهر - سام میرزا صفوی ، (درگذشت: ۹۴۵)، شاهزادهٔ هنرمند صفوی